# Naima Kay
Naima Kay (sinh năm 1991 tại Bomela Clinic Port Shepstone) là một ca sĩ người Nam Phi được phát hiện bởi hãng thu âm Touch Africa tại Liên hoan nhạc Jazz.

## Cuộc đời và học vấn
Naima Kay (Lungile Khumalo) được sinh bởi Ntombi khumalo năm 1991 tại Bomela Clinic ở Port Shepstone, KwaZulu-Natal, Nam Phi, là một ca sĩ xuất sắc của dòng nhạc Afro-Jazz ở Nam Phi . Khi cô rời trường, cô đã làm việc với tư cách là nhân viên giao dịch tại bưu điện, nghề giúp cô kiếm được thu nhập ổn định để hỗ trợ tài chính cho bà ngoại của mình, người đã nuôi cô sau khi cha mẹ cô qua đời khi cô còn học trong trường tiểu học. Trong khi đó, cô cũng đã tự sáng tác các bài hát, và sau một vài năm, cô đã đi thử giọng cho Liên hoan nhạc Jazz tại Durban.

## Sự nghiệp
Cô bắt đầu hát và viết các ca khúc trong dàn đồng ca của trường, đồng thời cô cũng biểu diễn tại Liên hoan nhạc Jazz, nơi cô bắt đầu thu hút sự chú ý.
Cô đã tạo ra một tác động lớn ở Nam Phi với việc phát hành album đầu tay có tên Umsebenzi vào năm 2013. Album này được bán rất tốt và giành được một giải thưởng tại Giải thưởng âm nhạc Nam Phi (SAMA) vào năm 2014 với hạng mục nghệ sĩ mới xuất sắc nhất.
Kay, được phát hiện bởi người đứng đầu hãng thu âm Touch Africa có tên là Mdu Ngcobo, người đã đặt cho cô một cái tên tiếng Ả Rập, Naima Kay, mang nghĩa là hòa bình và yên tĩnh.
Cô đã duy trì một sự hiện diện mạnh mẽ, với lối biểu diễn phù hợp và xuất hiện trực tiếp tại các sự kiện và lễ hội quan trọng mang tầm vóc quốc gia như Liên hoan nhạc Jazz UGu và lễ hội nhạc Jazz Durban.

## Người truyền cảm hứng
Âm nhạc của Kay chịu tác động mạnh mẽ vào sự nuôi dạy của người khác đối với cô ở KwaZulu-Natal, và cô trích dẫn sự nghiệp ca hát của mình chịu ảng hưởng mạnh mẽ từ bà ngoại và anh trai Sam Sam, họ như một nguồn cảm hứng cho cô trong con đường âm nhạc.

## Giải thưởng
Năm 2014, Naima Kay đã giành giải "Nghệ sĩ mới xuất sắc nhất" tại Giải thưởng Âm nhạc Nam Phi với album đầu tay "Umsebenzi". 